# Charlotte OC
Pour les articles homonymes, voir Gnash.
Charlotte Mary O'Connor (née le 16 juin 1993 à Blackburn, Lancashire, en Angleterre), mieux connue sous le nom de scène Charlotte OC, est une auteure-compositrice-interprète britannique.

## Biographie
Fille d'une mère mi-malawienne, mi-indienne et d'un père irlandais, Charlotte O'Connor grandit à Blackburn, dans le Lancashire, et fréquente la Westholme School. Elle commence à jouer de la guitare à l'âge de 15 ans et suit des cours le week-end à l'Institut des arts du spectacle de Liverpool. À l'âge de 16 ans, elle devient ambassadrice mondiale de la marque de vêtements de surf Quiksilver,.
Le style musical de O'Connor attire l'attention de l'agent Sam Bush, qui lui fait signer un contrat et lui organise des concerts aux États-Unis. Elle signe un contrat d'enregistrement de quatre albums avec Columbia Records fin 2008, alors qu'elle avait 18 ans. Son premier single, Treasure Island, sort en septembre 2011 et son premier album, For Kenny (produit par Mario Caldato Jr.), suit en novembre. O'Connor est abandonnée par Columbia et travaille ensuite dans le salon de coiffure de sa mère.
O'Connor signe avec Stranger Records en 2013. Elle sort son premier EP, Colour My Heart, en novembre 2013 sous le nom de scène Charlotte OC ; le même mois, la BBC la classe comme « prête pour le succès 2014 » et Digital Spy la nomme « à surveiller ». Son deuxième EP, Strange, est publié par Polydor en septembre 2014, et le titre Hangover est diffusé sur BBC Radio 1. Colour My Heart et Strange sont enregistrés avec le producteur Tim Anderson à Los Angeles.
Son premier album, Careless People, produit par Anderson, sort le 31 mars 2017 et produit quatre singles, Darkest Hour, Blackout, Shell et Medicine Man. 
Le 15 mai 2020, O'Connor sort l'EP Oh the Agony, Oh the Ecstasy comprenant les trois chansons précédemment publiées This Pain, Freedom et Falling for You ainsi que deux nouvelles chansons. Depuis avril 2021, l'auteure-compositrice-interprète publie plusieurs nouveaux singles et EP de son deuxième album studio, Here Comes Trouble, que O'Connor publie le 15 octobre 2021. 

## Discographie partielle

### Albums studio
- 2011 : For Kenny
- 2017 : Careless People
- 2021 : Here Comes Trouble

### EP
- 2013 : Colour My Heart
- 2014 : Strange
- 2015 : Burning
- 2020 : Oh the Agony, Oh the Ectasy

### Singles
- 2011 : Treasure Island
- 2013 : Colour My Heart
- 2013 : Hangover
- 2014 : Strange
- 2015 : If My House Was Burning
- 2015 : On and On
- 2016 : Blackout
- 2016 : Darkest Hour
- 2017 : Shell
- 2017 : Medicine Man
- 2018 : Satellite
- 2019 : Boyfriend
- 2019 : Better Off on My Own
- 2020 : This Pain
- 2020 : Freedom
- 2020 : Falling for You
- 2020 : Inevitable
- 2020 : Centre of the Universe
- 2021 : Mexico